# Takahiro Moriuchi

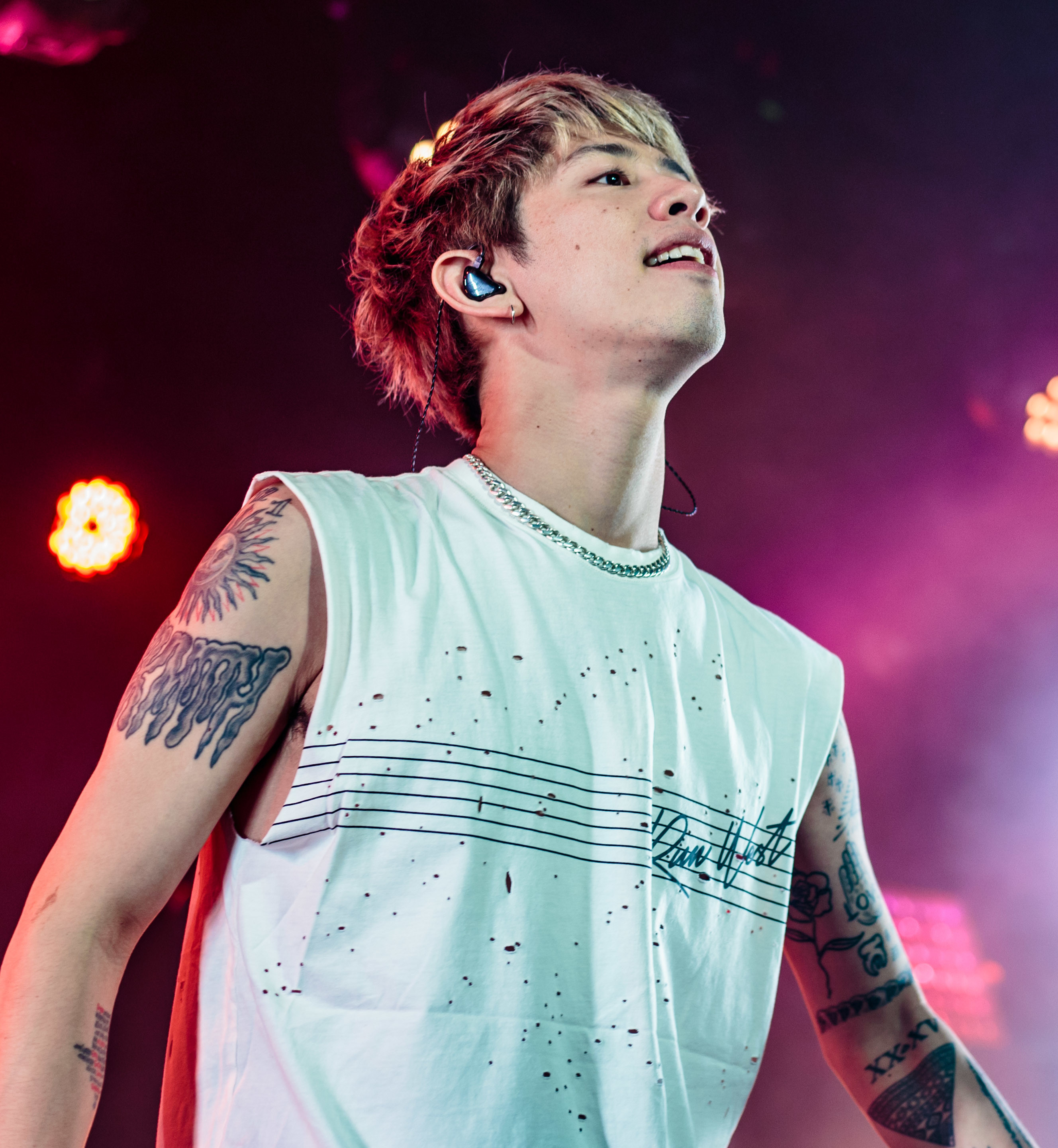
Takahiro Moriuchi, 2019

Takahiro „Taka“ Moriuchi (* 17. April 1988 in Tokio als Takahiro Moriuchi), einst bekannt als Takahiro Morita, ist ein japanischer Musiker und Leadsänger der Rockband One Ok Rock. Von 2003 bis 2004 war er als Gründungsmitglied bei der japanischen Pop-Band NEWS aktiv. Taka schreibt die Liedtexte und komponiert die Songs der Band.

## Leben
Taka ist der Sohn des japanischen Sängers Shinichi Mori und der Sängerin Masako Mori. Sein jüngerer Bruder, Hiroki Moriuchi, kurz Hiro, ist Leadsänger der Band My First Story.
Im Jahr 2003 trat Taka der J-Pop Boygroup NEWS bei. Bereits im Jahr 2004, drei Monate nach seinem TV-Debüt verließ er die Band jedoch wieder, um sich laut eigener Aussage auf seinen Schulabschluss zu konzentrieren. Im selben Jahr war er für kurze Zeit Mitglied der Band Chivalry of Music.
Nach der Trennung seiner Eltern im Jahr 2005 änderte er seinen Nachnamen in Morita (森田), erwähnte in einem Interview in 2012 des Magazins Rockin'On Japan. jedoch, dass sein richtiger Name Takahiro Moriuchi (森内) sei. Seitdem taucht sein Name in Interviews wieder als Takahiro Moriuchi auf. In 2013 taucht ein Foto des Fotografen Rui Hashimoto von der Band auf Twitter auf, in der sie ein Schild mit ihren echten Namen halten, darauf steht Moriuchi Takahiro mit japanischen Schriftzeichen.

## Gastbeiträge
| Jahr | Titel             | Album                                      | Künstler               | Anmerkungen |
| ---- | ----------------- | ------------------------------------------ | ---------------------- | --- |
| 2011 | Let Life Be       | Ally & Diaz                                | Ally & Diaz            | feat. Taka (One Ok Rock) & サイプレス上野 (Cypress Ueno) |
| 2013 | Summer Paradise   | Get Your Heart On! (Japan Tournee Edition) | Simple Plan            | feat. Taka (One Ok Rock). |
| 2013 | Voice             | Gene                                       | Pay Money to My Pain   | P.T.P feat. Taka von One Ok Rock für Kei Goto (bekannt als K), Leadsänger von Pay Money To My Pain, er verstarb am Morgen des 30. Dezember 2012 an Herzversagen. |
| 2014 | Bottle Rocket     | First Words                                | Grown Kids             | feat. Taka (One Ok Rock) & Megan Joy. |
| 2015 | Dreaming Alone    | Gravity                                    | Against the Current    | feat. Taka (One Ok Rock). |
| 2015 | Primavera         | 5.....GO                                   | F.T. Island            | Taka als zweiter Komponist für beide Songs. |
| 2015 | My Birthday       | 5.....GO                                   | F.T. Island            | Taka als zweiter Komponist für beide Songs. |
| 2016 | By My Side        | バイ・マイ・サイ (By My Side)              | Yojiro Noda (Radwimps) | feat. Taka (One Ok Rock) Für eine Wohltätigkeit zugunsten der Menschen vom Erdbeben in Kumamoto (Japan).                                                         |
| 2016 | Insane dream      | Daydream                                   | Aimer                  | Taka als Produzent, Mitverfasser und Komponist. Er sang die Refrains.                                                                                            |
| 2016 | Higher Ground     | Daydream                                   | Aimer                  | Taka als Komponist |
| 2016 | Closer            | Daydream                                   | Aimer                  | Taka als Produzent, Mitverfasser und Komponist |
| 2016 | Falling Alone     | Daydream                                   | Aimer                  | Taka als Produzent, Mitverfasser und Komponist |
| 2016 | Stars in the rain | Daydream                                   | Aimer                  | Taka als Komponist |
| 2016 | War               | 13 Voices (Japanische Edition)             | Sum 41                 | feat. Taka (One Ok Rock) |
| 2017 | Yung & Dum        | Headspace (Japanische Edition)             | Issues                 | feat. Taka (One Ok Rock) |
| 2017 | Don’t Let Me Go   | The Knife                                  | Goldfinger             | feat. Taka (One Ok Rock) |
| 2018 | Ikijibiki         | Anti Anti Generation                       | Radwimps               | feat. Taka. |
| 2019 | I Want A Billion  | Untitled                                   | Kohh                   | feat. Taka. |
| 2019 | Action            |                                            | Don Broco              | feat. Taka One Ok Rock, Tyler Carter Issues, Caleb Shomo Beartooth, and Tilian Pearson (Dance Gavin Dance)                                                       |
| 2019 | Lights Down Low   | –                                          | MAX                    | feat. Taka |